# Voleibol en España

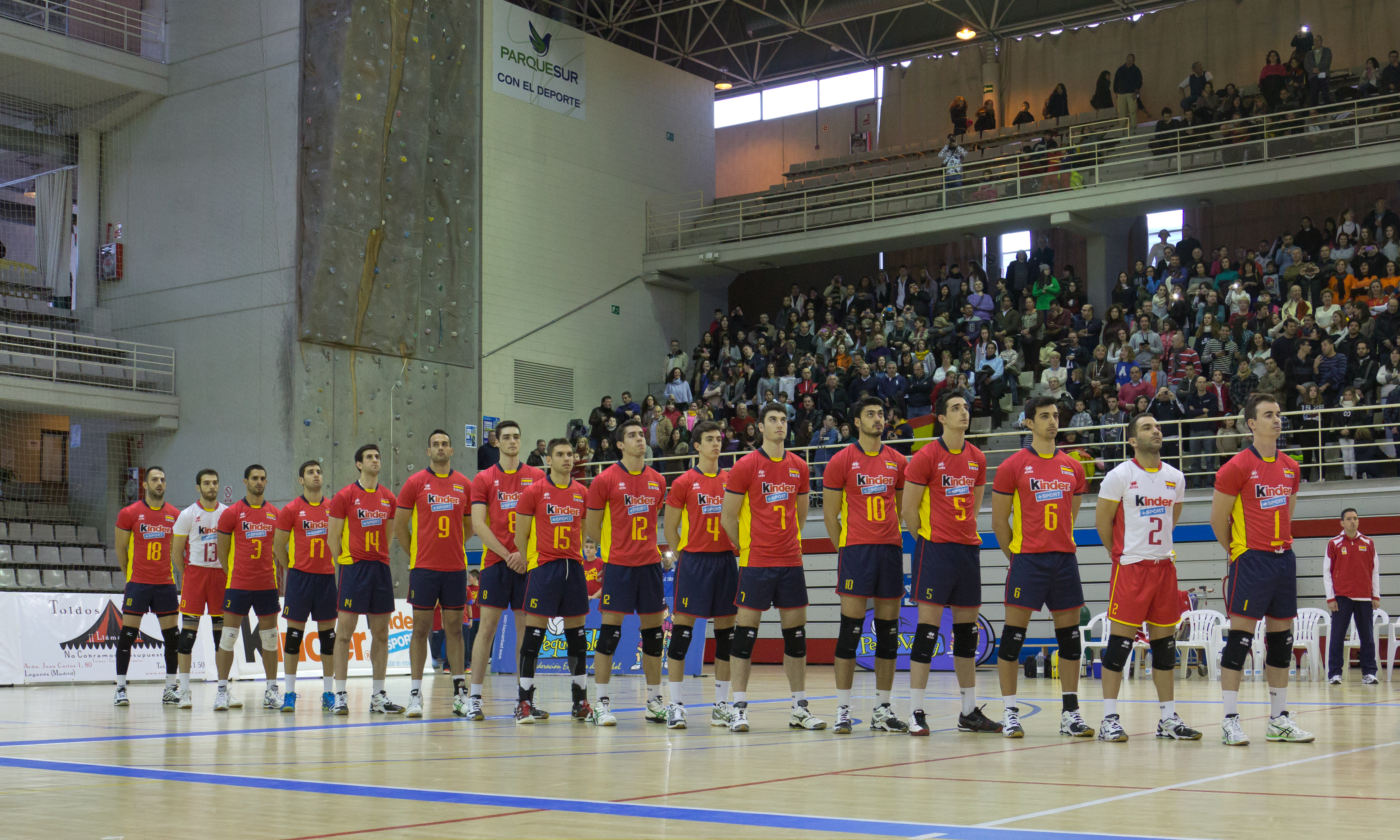
Selección masculina de voleibol de España en 2013.

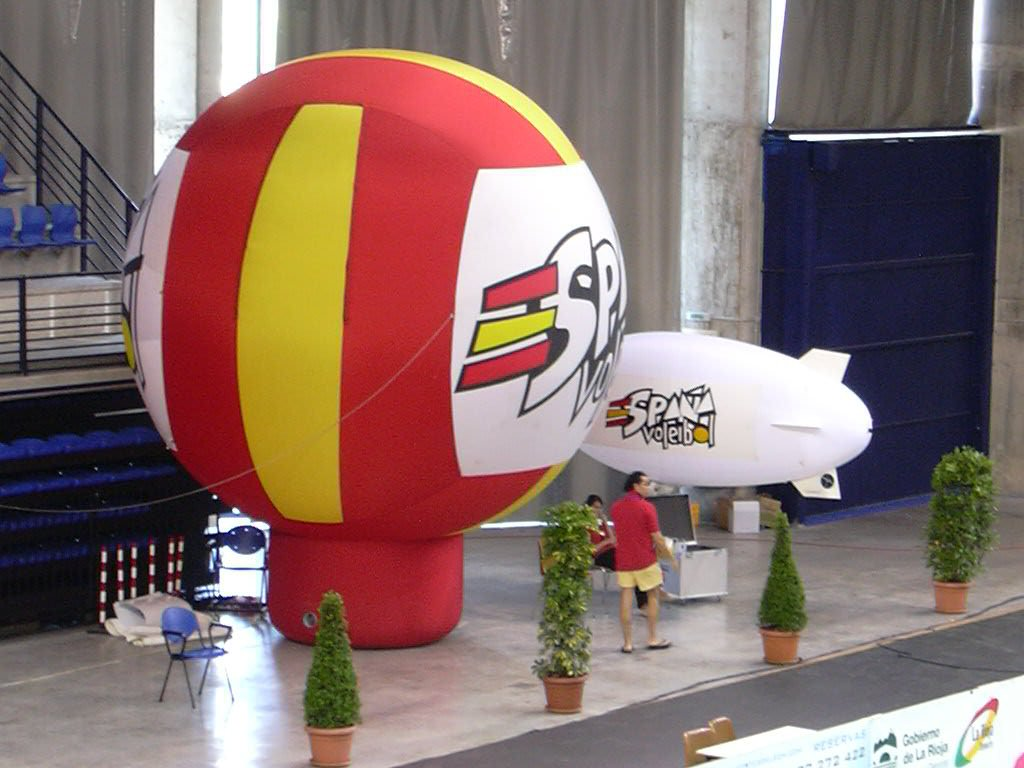
España Voleibol.

El voleibol es uno de los deportes de equipo más populares en España. Existen competiciones regulares de liga y copa, con distintas categorías y en modalidad tanto masculina como femenina, en las que participan equipos de toda la geografía nacional. El voleibol español toma parte en las distintas competiciones internacionales tanto de selecciones nacionales como de clubes. Durante los meses de verano se practica y se organizan numerosas competiciones populares de vóley playa, no solo en las playas litorales, sino también en muchas localidades del interior.

## Historia del voleibol en España
La escasa promoción que hace la Federación de Balonmano hace que en 1950 el voleibol pase a constituirse, de forma provisional, como sección de la Federación Española de Baloncesto, sección que se alarga por todas las delegaciones provinciales. En 1951 se organizó el primer Campeonato de España de voleibol federado. En 1953 la sección de voleibol se incorpora a la Federación Internacional de Voleibol FIVB. 
Tras este periodo inicial de gran actividad, la Federación de Baloncesto muestra su deseo de deshacer su compromiso con el voleibol. En la temporada 1958-1959 se trata de transferir la sección a la Federación Española de Rugby, pero finalmente se decide crear la Federación Española de Balonvolea/Voleibol (RFEVB) que quedó constituida formalmente el 26 de enero de 1960.
Es en la última década, con los cambios en las reglas de juego, cuando se produce el mayor despegue en popularidad del voleibol en España. Las selecciones españolas participan de forma destacada en las competiciones internacionales, y son numerosos los jugadores internacionales de primer nivel que militan en clubes españoles y compiten en la liga española. En julio de 2003 se celebró en Madrid la Fase Final de la Liga Mundial y en septiembre de 2007 la selección masculina consiguió el Campeonato de Europa en Moscú venciendo a la selección de Rusia a pesar de su carácter de anfitriona y favorita. En categoría femenina hay que destacar el papel del Tenerife Marichal, dominador durante años de la Superliga y ganador en 2004 de la Indesit Champions League (copa europea de campeones) cuya fase final, la Final Four, se celebró precisamente en el Pabellón Insular Santiago Martín de La Laguna, Tenerife.
Paralelamente, también el vóley playa en España vive un momento de gran popularidad, que tiene como momento cumbre la consecución de la medalla de plata en los Juegos Olímpicos de Atenas 2004 para la pareja formada por Pablo Herrera y Javier Bosma.
Los mejores jugadores y o anotadores de la Federación Española Masculina de Voleibol Español son: Juan Carlos Barcala, Carlos Mora, Raúl Muñoz, Francisco José Ruiz, Julián García-Torres, Manuel Parrés, Carlos Cuesta, Andrés Villena, Pavel Kukartsev, Semidán Deniz, Alberto Salas, Arthur Borges, Jassim Youssif Al Nabhan, Francisco J. Ruiz, Héctor Salerno, sin olvidarnos de Rafael Pascual gran baluarte del Voleibol español y posiblemante uno de los mejores de la historia con reconocimiento internacional.

## Competiciones
|             | Masculinas | Femeninas |
| ----------- | --- | --- |
| Ligas       | Superliga - Fase regular (doble vuelta) - Cuartos de final (play-off 3 partidos) - Semifinal (play-off 5 partidos) - Final (play-off 5 partidos) | Superliga - Fase regular (doble vuelta) - Cuartos de final (play-off 3 partidos) - Semifinal (play-off 5 partidos) - Final (play-off 5 partidos) |
| Ligas       | Superliga 2 - Fase regular (doble vuelta) - Ascenso (2.º y 3.º) - Final (play-off 5 partidos) | Superliga 2 - Fase regular (doble vuelta con dos grupos de 7) - Liguilla ascenso con las 4 primeros clasificados. - Ascenso (1.º y 2.º de liguilla). |
| Ligas       | 1.ª División - Fase regular (5 grupos a doble vuelta) - Fase final (2 grupos de 5, una vuelta) | 1.ª División - Fase regular (5 grupos a doble vuelta) - Fase final (2 grupos de 5, una vuelta) |
| Ligas       | 2.ª División Nacional - Fase autonómica - Fase final | 2.ª División Nacional - Fase autonómica - Fase final |
| Ligas       | Superliga Júnior Masculina (Equipos Superliga y Superliga 2) - 2 jornadas con 6 torneos entre 4 equipos - Fase clasificatoria: 12 mejores (2×6) - 3 grupos de 4 en liguilla - Fase final: 5 mejores y organizador (Copa) - 2 grupos de 3 en liguilla - Emparejamientos por puestos para finales - (Participación en Campeonato Juvenil) | Superliga Júnior Femenina (Equipos Superliga y Superliga 2) - 2 jornadas con 6 torneos entre 4 equipos - Fase clasificatoria: 12 mejores (2×6) - 3 grupos de 4 en liguilla - Fase final: 5 mejores y organizador (Copa) - 2 grupos de 3 en liguilla - Emparejamientos por puestos para finales - (Participación en Campeonato Juvenil) |
| Ligas       | Campeonato Nacional Juvenil - Fase autonómica - Intersector - Fase final | Campeonato Nacional Juvenil - Fase autonómica - Intersector - Fase final |
| Ligas       | Campeonato Nacional Cadete - Fase autonómica - Intersector - Fase final | Campeonato Nacional Cadete - Fase autonómica - Intersector - Fase final |
| Ligas       | Campeonato Nacional Infantil - Fase autonómica - Intersector - Fase final | Campeonato Nacional Infantil - Fase autonómica - Intersector - Fase final |
| Copas       | Copa de S.M. El Rey 7 mejores Superliga + organizador Eliminatorias a partido único | Copa de S.M. La Reina 7 mejores Superliga + organizador Eliminatorias a partido único |
| Copas       | Supercopa Ganadores Superliga y Copa Final a partido único | Supercopa Campeón Copa, 2 de Superliga y organizador Eliminatorias a partido único |
| Copas       | Copa Príncipe de Asturias Organizador y 3 mejores Superliga 2 Eliminatorias cruzadas a partido único | Copa Princesa de Asturias Organizador y 3 mejores Superliga 2 Eliminatorias cruzadas a partido único |
| Vóley Playa | Campeonato de España | Campeonato de España |